# Argyromata
Argyromata là một chi bướm đêm thuộc họ Noctuidae.